# Elecciones estatales de San Luis Potosí de 1988
Las elecciones estatales de San Luis Potosí de 1988 se llevó a cabo en dos jornadas la primera el miércoles 6 de julio de 1988 simultáneamente con las elecciones presidenciales, y en ellas se renovarán los cargos de elección popular en el estado mexicano de San Luis Potosí:
- Diputados al Congreso. Electos por mayoría relativa de cada uno de los Distritos Electorales.

Y la segunda el 4 de diciembre en que se eligió.
- 56 Ayuntamientos Compuestos por un Presidente Municipal y regidores, electo para el período de tres años no reelegibles en ningún período inmediato.

## Resultados Electorales

### Ayuntamientos

#### San Luis Potosí
- Guillermo Pizzuto Zamanillo  Hecho

#### Soledad Diez Gutiérrez (Graciano Sánchez)
- Raymundo Gaytán Moreno  Hecho

#### Mexquitic de Carmona
- Cresencio Banda Hernández  Hecho

#### Ciudad Valles
- Antonio Esper Bujaidar  Hecho

#### Ahualulco
- Eduardo Saucedo Sías  Hecho

#### Matehuala
- Virgilio Castillo Andrade  Hecho

#### Río Verde
- Fausto Izar Charre  Hecho

#### Ciudad del Maíz
- Ålvaro Rodríguez Becerra  Hecho

#### Real de Catorce
- Santiago López Sánchez  Hecho